# 銀行街 (渥太華)

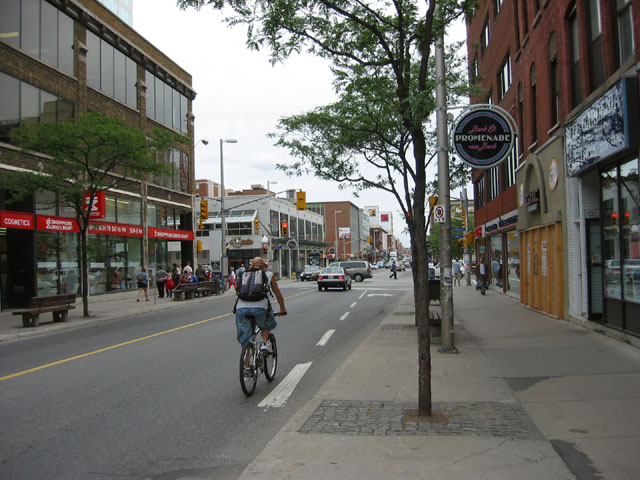
渥太華市中心的銀行街

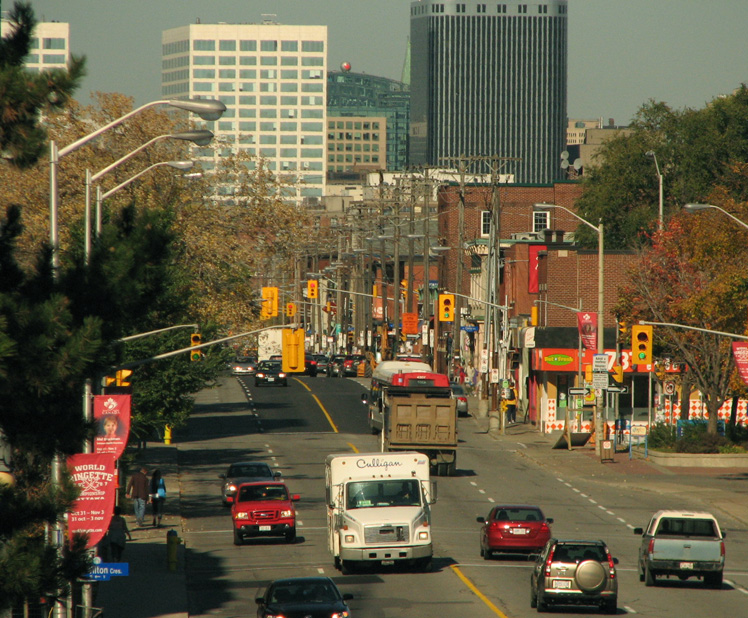
銀行街向北望

銀行街（渥太華31號市道）是加拿大安大略省渥太華的一條南北向主要商業街道，北始渥太華市中心的威靈頓街，向南穿過中心城、格列、舊渥太華南、高景區、狩獵會區等社區，然後穿過花開公園、利特林、南告羅士打、格里利、麥卡菲、春山、維農等鄉村，最後到達Belmeade Road的城市邊界，成為士多蒙、登打士及己連加利聯合縣的31號公路。

## 特徵

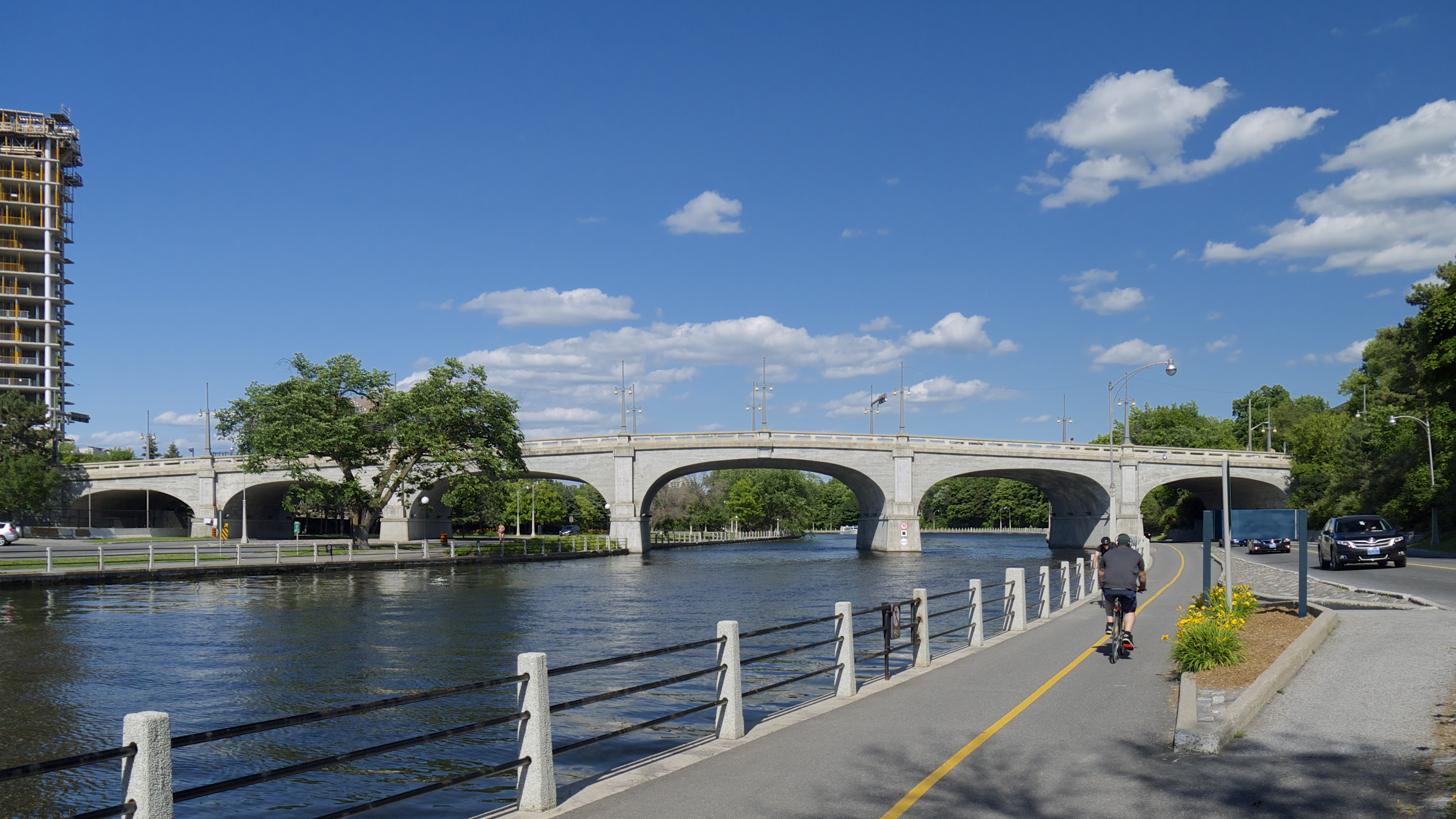
銀行街橋，攝於2014年

市中心內介於威靈頓街與格列士敦路之間的銀行街街區是一個購物及商業發展區，正式名稱為「銀行街長廊」（Bank Street Promenade），街道兩旁的街燈及招牌上有其標誌。
銀行街長廊內森麻實西街與格列士敦路之間的街區被認為是渥太華同志村的中心，有許多面向渥太華LGBT社群的店鋪。2011年，該市市府在森麻實街、占士街、尼平街等路口正式公佈渥太華同志村標誌。

## 街名
市民通常認為該街道是以威靈頓街路口處的加拿大銀行總部命名，但有人考證後認為該街名是指街道北端的渥太華河河岸及南端的麗都河河岸。街道初名為以斯帖街（Esther Street），以紀念拜副將的妻子。銀行街市政上的盡頭是威靈頓街，最接近實際河岸的街道部分是加拿大國會山莊。該街道位於麗都河以南的路段前稱「皮利士葛道」（Prescott Road）。

## 主要路口（從北到南）
- 威靈頓街（#34）
- 洛里埃路（#48）
- 森麻實街（#36）
- 格列士敦路
- 417號省道
- 河畔徑（#19）
- 希倫道（英语：Heron Road (Ottawa)）（#16）
- 翠巒徑（#103）
- 屈利道（英语：Walkley Road）
- 狩獵會道（#32）
- 亞比安道
- 康洛綺道（#125）
- 利特林道（英语：Leitrim Road）（#14）
- 米治奧雲斯道（#8）
- 蛇岛道（Snake Island Road；#6）
- 達美尼道（英语：Dalmeny Road）（#4）

## 外部連結
- Bank St Biz[永久]
- City of Ottawa: Transportation Master Plan (see Maps)
- Google Maps: route of Bank Street in Ottawa （页面存档备份，存于）
- City of Ottawa: Bank Street profile
- Bank Street Promenade Shopping District （页面存档备份，存于）
- Bank Street Rehabilitation Project
- Highway 31 at OntHighways.com